# Liste der Kulturgüter in Corcelles-près-Concise
Die Liste der Kulturgüter in Corcelles-près-Concise enthält alle Objekte in der Gemeinde Corcelles-près-Concise im Kanton Waadt, die gemäss der Haager Konvention zum Schutz von Kulturgut bei bewaffneten Konflikten, dem Bundesgesetz vom 20. Juni 2014 über den Schutz der Kulturgüter bei bewaffneten Konflikten sowie der Verordnung vom 29. Oktober 2014 über den Schutz der Kulturgüter bei bewaffneten Konflikten unter Schutz stehen.
Objekte der Kategorie A sind im Gemeindegebiet nicht ausgewiesen, Objekte der Kategorie B sind vollständig in der Liste enthalten, Objekte der Kategorie C fehlen zurzeit (Stand: 1. Januar 2023).

## Kulturgüter
| Foto |                                                                | Objekt | Kat. | Typ | Standort                            | Beschreibung                                                        |
| ---- | -------------------------------------------------------------- | --- | ---- | --- | ----------------------------------- | ------------------------------------------------------------------- |
| BW   | Datei hochladen                                                | Stations de Concise, neolithisch-bronzezeitliche Seeufersiedlungen / Stations de Concise, stations lacustres néolithiques et de l’âge du bronze KGS-Nr.: 09690                                 | A    | F   | 544880 / 188620                     | Teil des UNESCO-Welterbes «Prähistorische Pfahlbauten um die Alpen» |
| ja   | Datei hochladen · Wikidata zu Menhire von Corcelles (Q1920563) | Menhire von Corcelles / Corcelles, menhirs néolithiques KGS-Nr.: 06015 | B    | F   | 543834 / 189040                     |                                                                     |
| ja   | Datei hochladen · Wikidata zu Schloss (Q29890697)              | Schloss Corcelles mit Landhaus, zwei Gartenpavillons, zwei Springbrunnen und Park / Château de Corcelles avec maison paysanne, deux pavillons de jardin, deux fontaines et parc KGS-Nr.: 06016 | B    | G   | Clos du Château 2/3 544204 / 188558 |                                                                     |